# Équipe du Panama de football à la Coupe du monde 2018
Cet article relate le parcours de l’équipe du Panama de football lors de la Coupe du monde de football 2018 organisée en Russie du 14 juin au 15 juillet 2018.

## Qualifications

### Quatrième tour - groupe B
| Rang | Équipe     | Pts | J | G | N | P | Bp | Bc | Diff |  | Résultats (▼ dom., ► ext.) |     |     |     |     |
| ---- | ---------- | --- | - | - | - | - | -- | -- | ---- |  | -------------------------- | --- | --- | --- | --- |
| 1    | Costa Rica | 16  | 6 | 5 | 1 | 0 | 11 | 3  | +8   |  | Costa Rica                 |     | 3-1 | 1-0 | 3-0 |
| 2    | Panama     | 10  | 6 | 3 | 1 | 2 | 7  | 5  | +2   |  | Panama                     | 1-2 |     | 1-0 | 2-0 |
| 3    | Haïti      | 4   | 6 | 1 | 1 | 4 | 2  | 4  | -2   |  | Haïti                      | 0-1 | 0-0 |     | 0-1 |
| 4    | Jamaïque   | 4   | 6 | 1 | 1 | 4 | 2  | 10 | -8   |  | Jamaïque                   | 1-1 | 0-2 | 0-2 |     |

### Cinquième tour - poule unique
| Rang | Équipe            | Pts | J  | G | N | P | Bp | Bc | Diff |  | Résultats (▼ dom., ► ext.) |     |     |     |     |     |     |
| ---- | ----------------- | --- | -- | - | - | - | -- | -- | ---- |  | -------------------------- | --- | --- | --- | --- | --- | --- |
| 1    | Mexique           | 21  | 10 | 6 | 3 | 1 | 16 | 7  | +9   |  | Mexique                    |     | 2-0 | 1-0 | 3-0 | 1-1 | 3-1 |
| 2    | Costa Rica        | 16  | 10 | 4 | 4 | 2 | 14 | 8  | +6   |  | Costa Rica                 | 1-1 |     | 0-0 | 1-1 | 4-0 | 2-1 |
| 3    | Panama            | 13  | 10 | 3 | 4 | 3 | 9  | 10 | -1   |  | Panama                     | 0-0 | 2-1 |     | 2-2 | 1-1 | 3-0 |
| 4    | Honduras          | 13  | 10 | 3 | 4 | 3 | 13 | 19 | -6   |  | Honduras                   | 3-2 | 1-1 | 0-1 |     | 1-1 | 3-1 |
| 5    | États-Unis        | 12  | 10 | 3 | 3 | 4 | 17 | 13 | +4   |  | États-Unis                 | 1-2 | 0-2 | 4-0 | 6-0 |     | 2-0 |
| 6    | Trinité-et-Tobago | 6   | 10 | 2 | 0 | 8 | 7  | 19 | -12  |  | Trinité-et-Tobago          | 0-1 | 0-2 | 1-0 | 1-2 | 2-1 |     |

## Matchs de préparation à la Coupe du monde
Détail des matchs amicaux
| Match amical       | Danemark  | 1 – 0   | Panama | Brøndby Stadion, Brøndby                    |                                             |
| 22 mars 2018 21h00 | Sisto 69e | (0 - 0) |        | Spectateurs : 11 160 Arbitrage : Neil Doyle | Spectateurs : 11 160 Arbitrage : Neil Doyle |

| Match amical       | Suisse                                                                   | 6 – 0   | Panama | Swissporarena, Lucerne                         |                                                |
| 27 mars 2018 20h00 | Džemaili 22e · Xhaka 31e · Embolo 33e · Zuber 39e · Drmić 49e · Frei 68e | (4 - 0) |        | Spectateurs : 8 600 Arbitrage : Oliver Drachta | Spectateurs : 8 600 Arbitrage : Oliver Drachta |

| Match amical        | Trinité-et-Tobago | 0 – 1   | Panama      | Stade Ato-Boldon, Couva                    |                                            |
| 17 avril 2018 18h30 |                   | (0 - 0) | 90+3e Núñez | Spectateurs : 8 600 Arbitrage : Reon Radix | Spectateurs : 8 600 Arbitrage : Reon Radix |

| Match amical      | Panama | 0 – 0   | Irlande du Nord | Estadio Rommel Fernández, Panama                |                                                 |
| 29 mai 2018 20h00 |        | (0 - 0) |                 | Spectateurs : 26 000 Arbitrage : Henry Bejarano | Spectateurs : 26 000 Arbitrage : Henry Bejarano |

| Match amical      | Norvège | 1 – 0   | Panama | Ullevaal Stadion, Oslo       |                              |
| 6 juin 2018 19h00 | King 4e | (1 - 0) |        | Arbitrage : Serdar Gözübüyük | Arbitrage : Serdar Gözübüyük |

## Effectif
L'effectif du Panama, est connu le 30 mai 2018.
| Numéro / Nom       | Numéro / Nom        | Club                          | Date de naissance et âge*  | J.              | Buts            |                 |                 |                 |
| Gardiens de but    | Gardiens de but     | Gardiens de but               | Gardiens de but            | Gardiens de but | Gardiens de but | Gardiens de but | Gardiens de but | Gardiens de but |
| ------------------ | ------------------- | ----------------------------- | -------------------------- | --------------- | --------------- | --------------- | --------------- | --------------- |
| 01                 | Jaime Penedo        | Dinamo Bucarest               | 26 septembre 1981 (36 ans) | 3               | 0               | 0               | 0               | 0               |
| 12                 | José Calderón       | CD Marathón                   | 14 août 1985 (32 ans)      | 0               | 0               | 0               | 0               | 0               |
| 22                 | Álex Rodríguez      | San Francisco FC              | 5 août 1990 (27 ans)       | 0               | 0               | 0               | 0               | 0               |
| Défenseurs         |                     |                               |                            |                 |                 |                 |                 |                 |
| 02                 | Michael Murillo     | Red Bulls de New York         | 15 février 1996 (22 ans)   | 2               | 0               | 2               | 0               | 0               |
| 03                 | Harold Cummings     | Earthquakes de San José       | 1er mars 1992 (26 ans)     | 1               | 0               | 0               | 0               | 0               |
| 04                 | Fidel Escobar       | Red Bulls de New York         | 9 janvier 1995 (23 ans)    | 3               | 0               | 1               | 0               | 0               |
| 05                 | Román Torres        | Sounders de Seattle           | 20 mars 1986 (32 ans)      | 3               | 0               | 0               | 0               | 0               |
| 13                 | Adolfo Machado      | Dynamo de Houston             | 14 février 1985 (33 ans)   | 1               | 0               | 0               | 0               | 0               |
| 15                 | Eric Davis          | Dunajská Streda               | 31 mars 1991 (27 ans)      | 2               | 0               | 1               | 0               | 0               |
| 17                 | Luis Ovalle         | CD Olimpia                    | 7 septembre 1988 (29 ans)  | 1               | 0               | 0               | 0               | 0               |
| 23                 | Felipe Baloy        | Municipal                     | 24 février 1981 (37 ans)   | 1               | 1               | 0               | 0               | 0               |
| Milieux de terrain |                     |                               |                            |                 |                 |                 |                 |                 |
| 06                 | Gabriel Gómez       | Atlético Bucaramanga          | 29 mai 1984 (34 ans)       | 3               | 0               | 1               | 0               | 0               |
| 08                 | Édgar Bárcenas      | Cafetaleros de Tapachula (en) | 23 octobre 1993 (24 ans)   | 3               | 0               | 1               | 0               | 0               |
| 11                 | Armando Cooper      | Universidad de Chile          | 26 novembre 1987 (30 ans)  | 2               | 0               | 2               | 0               | 0               |
| 14                 | Valentín Pimentel   | Plaza Amador                  | 30 mai 1991 (27 ans)       | 0               | 0               | 0               | 0               | 0               |
| 19                 | Ricardo Ávila       | KAA La Gantoise               | 4 février 1997 (21 ans)    | 2               | 0               | 1               | 0               | 0               |
| 20                 | Aníbal Godoy        | Earthquakes de San José       | 10 février 1990 (28 ans)   | 3               | 0               | 1               | 0               | 0               |
| 21                 | José Luis Rodríguez | KAA La Gantoise               | 19 juin 1998 (19 ans)      | 3               | 0               | 0               | 0               | 0               |
| Attaquants         |                     |                               |                            |                 |                 |                 |                 |                 |
| 07                 | Blas Pérez          | Municipal                     | 13 mars 1981 (37 ans)      | 2               | 0               | 0               | 0               | 0               |
| 09                 | Gabriel Torres      | Huachipato                    | 31 octobre 1988 (29 ans)   | 2               | 0               | 0               | 0               | 0               |
| 10                 | Ismael Díaz         | Deportivo Fabril              | 12 mars 1997 (21 ans)      | 1               | 0               | 0               | 0               | 0               |
| 18                 | Luis Tejada         | Sport Boys                    | 28 mars 1982 (36 ans)      | 2               | 0               | 1               | 0               | 0               |
| 16                 | Abdiel Arroyo       | Alajuelense                   | 13 décembre 1993 (24 ans)  | 2               | 0               | 0               | 0               | 0               |
| Sélectionneur      |                     |                               |                            |                 |                 |                 |                 |                 |
|                    | Hernán Darío Gómez  |                               | 3 février 1956 (62 ans)    |                 |                 |                 |                 |                 |

* NB : Les âges sont calculés au début de la Coupe du monde 2018, le 14 juin 2018.

## Coupe du monde

### Premier tour - Groupe G
|   | Équipe     | Pts | J | G | N | P | Bp | Bc | Diff |
| 1 | Belgique   | 9   | 3 | 3 | 0 | 0 | 9  | 2  | +7   |
| 2 | Angleterre | 6   | 2 | 2 | 0 | 1 | 8  | 3  | +5   |
| 3 | Tunisie    | 3   | 3 | 1 | 0 | 2 | 5  | 8  | -3   |
| 4 | Panama     | 0   | 3 | 0 | 0 | 3 | 2  | 11 | -9   |

| 13 | 18 juin 2018 | Belgique   | 3 - 0 | Panama     |
| 14 | 18 juin 2018 | Tunisie    | 1 - 2 | Angleterre |
| 29 | 23 juin 2018 | Belgique   | 5 - 2 | Tunisie    |
| 30 | 24 juin 2018 | Angleterre | 6 - 1 | Panama     |
| 45 | 28 juin 2018 | Angleterre | 0 - 1 | Belgique   |
| 46 | 28 juin 2018 | Panama     | 1 - 2 | Tunisie    |

#### Belgique - Panama
| Match 13                                                 | Belgique                                                                                    | 3 - 0   | Panama | Stade Ficht, Sotchi                            |                                                |
| 18 juin 2018 · 18:00 (UTC+3) · Historique des rencontres | Dries Mertens 47e · ( Kevin De Bruyne) Romelu Lukaku 69e · ( Eden Hazard) Romelu Lukaku 75e | (0 - 0) |        | Spectateurs : 43 257 Arbitrage : Janny Sikazwe | Spectateurs : 43 257 Arbitrage : Janny Sikazwe |
| 18 juin 2018 · 18:00 (UTC+3) · Historique des rencontres | Rapport                                                                                     |         |        | Spectateurs : 43 257 Arbitrage : Janny Sikazwe | Spectateurs : 43 257 Arbitrage : Janny Sikazwe |

| Belgique | Panama |

| BELGIQUE :       |    |                   |     |     |
|                  |    |                   |     |     |
| Gardien de but   | 01 | Thibaut Courtois  |     |     |
|                  | 02 | Toby Alderweireld |     |     |
|                  | 20 | Dedryck Boyata    |     |     |
|                  | 05 | Jan Vertonghen    | 59e |     |
|                  | 15 | Thomas Meunier    | 14e |     |
|                  | 07 | Kevin De Bruyne   | 88e |     |
|                  | 06 | Axel Witsel       |     | 90e |
|                  | 11 | Yannick Carrasco  |     | 74e |
|                  | 14 | Dries Mertens     |     | 83e |
|                  | 10 | Eden Hazard       |     |     |
|                  | 09 | Romelu Lukaku     |     |     |
| Remplaçants :    |    |                   |     |     |
|                  | 19 | Mousa Dembélé     |     | 74e |
|                  | 16 | Thorgan Hazard    |     | 83e |
|                  | 22 | Nacer Chadli      |     | 90e |
| Sélectionneur :  |    |                   |     |     |
| Roberto Martínez |    |                   |     |     |

| PANAMA :           |    |                     |       |     |
|                    |    |                     |       |     |
| Gardien de but     | 01 | Jaime Penedo        |       |     |
|                    | 02 | Michael Murillo     | 51e   |     |
|                    | 05 | Román Torres        |       |     |
|                    | 04 | Fidel Escobar       |       |     |
|                    | 15 | Eric Davis          | 18e   |     |
|                    | 06 | Gabriel Gómez       |       |     |
|                    | 11 | Armando Cooper      | 49e   |     |
|                    | 20 | Aníbal Godoy        | 57e   |     |
|                    | 08 | Édgar Bárcenas      | 45+2e | 63e |
|                    | 21 | José Luis Rodríguez |       | 63e |
|                    | 07 | Blas Pérez          |       | 73e |
| Remplaçants :      |    |                     |       |     |
|                    | 09 | Gabriel Torres      |       | 63e |
|                    | 10 | Ismael Díaz         |       | 63e |
|                    | 18 | Luis Tejada         |       | 73e |
| Sélectionneur :    |    |                     |       |     |
| Hernán Darío Gómez |    |                     |       |     |

| Assistants : Jerson Dos Santos Zakhele Siwela Quatrième arbitre : Ryūji Satō Cinquième arbitre : Toru Sagara Arbitre vidéo : Bastian Dankert Assistants arbitre vidéo : Felix Zwayer Sander van Roekel Danny Makkelie Homme du Match : Romelu Lukaku |

#### Angleterre - Panama
| Match 30                                                 | Angleterre | 6 - 1   | Panama                            | Stade de Nijni Novgorod, Nijni Novgorod       |                                               |
| 24 juin 2018 · 15:00 (UTC+3) · Historique des rencontres | ( Kieran Trippier) John Stones 8e · Harry Kane 22e (pen.) · ( Raheem Sterling) Jesse Lingard 36e · John Stones 40e · Harry Kane 45+1e (pen.) · Harry Kane 62e | (5 - 0) | 78e Felipe Baloy (Ricardo Ávila ) | Spectateurs : 43 319 Arbitrage : Gehad Grisha | Spectateurs : 43 319 Arbitrage : Gehad Grisha |
| 24 juin 2018 · 15:00 (UTC+3) · Historique des rencontres | Rapport |         |                                   | Spectateurs : 43 319 Arbitrage : Gehad Grisha | Spectateurs : 43 319 Arbitrage : Gehad Grisha |

| Angleterre | Panama |

| ANGLETERRE :     |    |                    |     |     |
|                  |    |                    |     |     |
| Gardien de but   | 01 | Jordan Pickford    |     |     |
|                  | 02 | Kyle Walker        |     |     |
|                  | 05 | John Stones        |     |     |
|                  | 06 | Harry Maguire      |     |     |
|                  | 08 | Jordan Henderson   |     |     |
|                  | 21 | Ruben Loftus-Cheek | 24e |     |
|                  | 07 | Jesse Lingard      |     | 63e |
|                  | 12 | Kieran Trippier    |     | 70e |
|                  | 18 | Ashley Young       |     |     |
|                  | 10 | Raheem Sterling    |     |     |
|                  | 09 | Harry Kane         |     | 63e |
| Remplaçants :    |    |                    |     |     |
|                  | 11 | Jamie Vardy        |     | 63e |
|                  | 17 | Fabian Delph       |     | 63e |
|                  | 03 | Danny Rose         |     | 70e |
| Sélectionneur :  |    |                    |     |     |
| Gareth Southgate |    |                    |     |     |

| PANAMA :           |    |                     |     |     |
|                    |    |                     |     |     |
| Gardien de but     | 01 | Jaime Penedo        |     |     |
|                    | 02 | Michael Murillo     | 72e |     |
|                    | 05 | Román Torres        |     |     |
|                    | 04 | Fidel Escobar       | 44e |     |
|                    | 15 | Eric Davis          |     |     |
|                    | 06 | Gabriel Gómez       |     | 69e |
|                    | 11 | Armando Cooper      | 10e |     |
|                    | 20 | Aníbal Godoy        |     | 62e |
|                    | 08 | Édgar Bárcenas      |     | 69e |
|                    | 21 | José Luis Rodríguez |     |     |
|                    | 07 | Blas Pérez          |     |     |
| Remplaçants :      |    |                     |     |     |
|                    | 19 | Ricardo Ávila       |     | 62e |
|                    | 16 | Abdiel Arroyo       |     | 69e |
|                    | 23 | Felipe Baloy        |     | 69e |
| Sélectionneur :    |    |                     |     |     |
| Hernán Darío Gómez |    |                     |     |     |

| Assistants : Redouane Achik Waleed Ahmed Quatrième arbitre : Norbert Hauata Cinquième arbitre : Bertrand Brial Arbitre vidéo : Danny Makkelie Assistants arbitre vidéo : Paweł Gil Sander van Roekel Mark Geiger Homme du Match : Harry Kane |

#### Panama - Tunisie
| Match 46                                                 | Panama                   | 1 - 2   | Tunisie                                                                           | Stade de Mordovie, Saransk                       |                                                  |
| 28 juin 2018 · 21:00 (UTC+3) · Historique des rencontres | Yassine Meriah 33e (csc) | (1 - 0) | 51e Fakhreddine Ben Youssef (Wahbi Khazri ) · 66e Wahbi Khazri (Oussama Haddadi ) | Spectateurs : 37 168 Arbitrage : Nawaf Shukralla | Spectateurs : 37 168 Arbitrage : Nawaf Shukralla |
| 28 juin 2018 · 21:00 (UTC+3) · Historique des rencontres | Rapport                  |         |                                                                                   | Spectateurs : 37 168 Arbitrage : Nawaf Shukralla | Spectateurs : 37 168 Arbitrage : Nawaf Shukralla |

| Panama | Tunisie |

| PANAMA :           |    |                     |       |     |
|                    |    |                     |       |     |
| Gardien de but     | 01 | Jaime Penedo        |       |     |
|                    | 13 | Adolfo Machado      |       |     |
|                    | 05 | Román Torres        |       | 56e |
|                    | 04 | Fidel Escobar       |       |     |
|                    | 17 | Luis Ovalle         |       |     |
|                    | 06 | Gabriel Gómez       | 80e   |     |
|                    | 20 | Aníbal Godoy        |       |     |
|                    | 19 | Ricardo Ávila       | 78e   | 81e |
|                    | 08 | Édgar Bárcenas      |       |     |
|                    | 21 | José Luis Rodríguez |       |     |
|                    | 09 | Gabriel Torres      |       | 46e |
| Remplaçants :      |    |                     |       |     |
|                    | 03 | Harold Cummings     |       | 46e |
|                    | 18 | Luis Tejada         | 90+6e | 56e |
|                    | 16 | Abdiel Arroyo       |       | 81e |
| Sélectionneur :    |    |                     |       |     |
| Hernán Darío Gómez |    |                     |       |     |

| TUNISIE :       |    |                         |       |     |
|                 |    |                         |       |     |
| Gardien de but  | 16 | Aymen Mathlouthi        |       |     |
|                 | 21 | Hamdi Nagguez           |       |     |
|                 | 06 | Rami Bedoui             |       |     |
|                 | 04 | Yassine Meriah          |       |     |
|                 | 05 | Oussama Haddadi         |       |     |
|                 | 13 | Ferjani Sassi           | 44e   | 46e |
|                 | 17 | Ellyes Skhiri           |       |     |
|                 | 20 | Ghailene Chaalali       | 90+3e |     |
|                 | 08 | Fakhreddine Ben Youssef |       |     |
|                 | 10 | Wahbi Khazri            |       | 89e |
|                 | 23 | Naïm Sliti              |       | 77e |
| Remplaçants :   |    |                         |       |     |
|                 | 09 | Anice Badri             | 71e   | 46e |
|                 | 15 | Ahmed Khalil            |       | 77e |
|                 | 18 | Bassem Srarfi           |       | 89e |
| Sélectionneur : |    |                         |       |     |
| Nabil Maâloul   |    |                         |       |     |

| Assistants : Yaser Tulefat Taleb Al Maari Quatrième arbitre : Mehdi Abid Charef Cinquième arbitre : Hiroshi Yamauchi Arbitre vidéo : Tiago Martins Assistants arbitre vidéo : Abdulrahman Al-Jassim Marvin Torrentera Sandro Ricci Homme du match : Fakhreddine Ben Youssef |

## Statistiques

### Temps de jeu
| Joueur              |          |          |          | TT       | But inscrit | Passe décisive | MJ       | MT       | Légende |
| ------------------- | -------- | -------- | -------- | -------- | ----------- | -------------- | -------- | -------- | --- |
| Gardiens            | Gardiens | Gardiens | Gardiens | Gardiens | Gardiens    | Gardiens       | Gardiens | Gardiens | Abréviations et symboles : TT : Total de minutes jouées MJ : Nombre de matchs joués MT : Matchs joués en tant que titulaire : but (csc) : but contre son camp : passe décisive : joueur entré : joueur remplacé : capitaine : carton jaune : carton rouge |
| Jaime Penedo        | 90       | 90       | 90       | 270      | -           | -              | 3        | 3        | Abréviations et symboles : TT : Total de minutes jouées MJ : Nombre de matchs joués MT : Matchs joués en tant que titulaire : but (csc) : but contre son camp : passe décisive : joueur entré : joueur remplacé : capitaine : carton jaune : carton rouge |
| José Calderón       | -        | -        | -        | -        | -           | -              | -        | -        | Abréviations et symboles : TT : Total de minutes jouées MJ : Nombre de matchs joués MT : Matchs joués en tant que titulaire : but (csc) : but contre son camp : passe décisive : joueur entré : joueur remplacé : capitaine : carton jaune : carton rouge |
| Álex Rodríguez      | -        | -        | -        | -        | -           | -              | -        | -        | Abréviations et symboles : TT : Total de minutes jouées MJ : Nombre de matchs joués MT : Matchs joués en tant que titulaire : but (csc) : but contre son camp : passe décisive : joueur entré : joueur remplacé : capitaine : carton jaune : carton rouge |
| Défenseurs          |          |          |          |          |             |                |          |          | Abréviations et symboles : TT : Total de minutes jouées MJ : Nombre de matchs joués MT : Matchs joués en tant que titulaire : but (csc) : but contre son camp : passe décisive : joueur entré : joueur remplacé : capitaine : carton jaune : carton rouge |
| Michael Murillo     | 90       | 90       | -        | 180      | -           | -              | 2        | 2        | Abréviations et symboles : TT : Total de minutes jouées MJ : Nombre de matchs joués MT : Matchs joués en tant que titulaire : but (csc) : but contre son camp : passe décisive : joueur entré : joueur remplacé : capitaine : carton jaune : carton rouge |
| Harold Cummings     | -        | -        | 44       | 44       | -           | -              | 1        | -        | Abréviations et symboles : TT : Total de minutes jouées MJ : Nombre de matchs joués MT : Matchs joués en tant que titulaire : but (csc) : but contre son camp : passe décisive : joueur entré : joueur remplacé : capitaine : carton jaune : carton rouge |
| Fidel Escobar       | 90       | 90       | 90       | 270      | -           | -              | 3        | 3        | Abréviations et symboles : TT : Total de minutes jouées MJ : Nombre de matchs joués MT : Matchs joués en tant que titulaire : but (csc) : but contre son camp : passe décisive : joueur entré : joueur remplacé : capitaine : carton jaune : carton rouge |
| Román Torres        | 90       | 90       | 56       | 236      | -           | -              | 3        | 3        | Abréviations et symboles : TT : Total de minutes jouées MJ : Nombre de matchs joués MT : Matchs joués en tant que titulaire : but (csc) : but contre son camp : passe décisive : joueur entré : joueur remplacé : capitaine : carton jaune : carton rouge |
| Adolfo Machado      | -        | -        | 90       | 90       | -           | -              | 1        | 1        | Abréviations et symboles : TT : Total de minutes jouées MJ : Nombre de matchs joués MT : Matchs joués en tant que titulaire : but (csc) : but contre son camp : passe décisive : joueur entré : joueur remplacé : capitaine : carton jaune : carton rouge |
| Erick Davis         | 90       | 90       | -        | 180      | -           | -              | 2        | 2        | Abréviations et symboles : TT : Total de minutes jouées MJ : Nombre de matchs joués MT : Matchs joués en tant que titulaire : but (csc) : but contre son camp : passe décisive : joueur entré : joueur remplacé : capitaine : carton jaune : carton rouge |
| Luis Ovalle         | -        | -        | 90       | 90       | -           | -              | 1        | 1        | Abréviations et symboles : TT : Total de minutes jouées MJ : Nombre de matchs joués MT : Matchs joués en tant que titulaire : but (csc) : but contre son camp : passe décisive : joueur entré : joueur remplacé : capitaine : carton jaune : carton rouge |
| Felipe Baloy        | -        | 21       | -        | 21       | 1           | -              | 1        | -        | Abréviations et symboles : TT : Total de minutes jouées MJ : Nombre de matchs joués MT : Matchs joués en tant que titulaire : but (csc) : but contre son camp : passe décisive : joueur entré : joueur remplacé : capitaine : carton jaune : carton rouge |
| Milieux             |          |          |          |          |             |                |          |          | Abréviations et symboles : TT : Total de minutes jouées MJ : Nombre de matchs joués MT : Matchs joués en tant que titulaire : but (csc) : but contre son camp : passe décisive : joueur entré : joueur remplacé : capitaine : carton jaune : carton rouge |
| Gabriel Gómez       | 90       | 69       | 90       | 249      | -           | -              | 3        | 3        | Abréviations et symboles : TT : Total de minutes jouées MJ : Nombre de matchs joués MT : Matchs joués en tant que titulaire : but (csc) : but contre son camp : passe décisive : joueur entré : joueur remplacé : capitaine : carton jaune : carton rouge |
| Édgar Bárcenas      | 63       | 69       | 90       | 222      | -           | -              | 3        | 3        | Abréviations et symboles : TT : Total de minutes jouées MJ : Nombre de matchs joués MT : Matchs joués en tant que titulaire : but (csc) : but contre son camp : passe décisive : joueur entré : joueur remplacé : capitaine : carton jaune : carton rouge |
| Armando Cooper      | 90       | 90       | -        | 180      | -           | -              | 2        | 2        | Abréviations et symboles : TT : Total de minutes jouées MJ : Nombre de matchs joués MT : Matchs joués en tant que titulaire : but (csc) : but contre son camp : passe décisive : joueur entré : joueur remplacé : capitaine : carton jaune : carton rouge |
| Valentín Pimentel   | -        | -        | -        | -        | -           | -              | -        | -        | Abréviations et symboles : TT : Total de minutes jouées MJ : Nombre de matchs joués MT : Matchs joués en tant que titulaire : but (csc) : but contre son camp : passe décisive : joueur entré : joueur remplacé : capitaine : carton jaune : carton rouge |
| Ricardo Ávila       | -        | 28       | 81       | 109      | -           | 1              | 2        | 1        | Abréviations et symboles : TT : Total de minutes jouées MJ : Nombre de matchs joués MT : Matchs joués en tant que titulaire : but (csc) : but contre son camp : passe décisive : joueur entré : joueur remplacé : capitaine : carton jaune : carton rouge |
| Aníbal Godoy        | 90       | 62       | 90       | 242      | -           | -              | 3        | 3        | Abréviations et symboles : TT : Total de minutes jouées MJ : Nombre de matchs joués MT : Matchs joués en tant que titulaire : but (csc) : but contre son camp : passe décisive : joueur entré : joueur remplacé : capitaine : carton jaune : carton rouge |
| José Luis Rodríguez | 63       | 90       | 90       | 243      | -           | -              | 3        | 3        | Abréviations et symboles : TT : Total de minutes jouées MJ : Nombre de matchs joués MT : Matchs joués en tant que titulaire : but (csc) : but contre son camp : passe décisive : joueur entré : joueur remplacé : capitaine : carton jaune : carton rouge |
| Attaquants          |          |          |          |          |             |                |          |          | Abréviations et symboles : TT : Total de minutes jouées MJ : Nombre de matchs joués MT : Matchs joués en tant que titulaire : but (csc) : but contre son camp : passe décisive : joueur entré : joueur remplacé : capitaine : carton jaune : carton rouge |
| Blas Pérez          | 73       | 90       | -        | 163      | -           | -              | 2        | 2        | Abréviations et symboles : TT : Total de minutes jouées MJ : Nombre de matchs joués MT : Matchs joués en tant que titulaire : but (csc) : but contre son camp : passe décisive : joueur entré : joueur remplacé : capitaine : carton jaune : carton rouge |
| Gabriel Torres      | 27       | -        | 46       | 73       | -           | -              | 2        | 1        | Abréviations et symboles : TT : Total de minutes jouées MJ : Nombre de matchs joués MT : Matchs joués en tant que titulaire : but (csc) : but contre son camp : passe décisive : joueur entré : joueur remplacé : capitaine : carton jaune : carton rouge |
| Ismael Díaz         | 27       | -        | -        | 27       | -           | -              | 1        | -        | Abréviations et symboles : TT : Total de minutes jouées MJ : Nombre de matchs joués MT : Matchs joués en tant que titulaire : but (csc) : but contre son camp : passe décisive : joueur entré : joueur remplacé : capitaine : carton jaune : carton rouge |
| Luis Tejada         | 17       | -        | 34       | 51       | -           | -              | 2        | -        | Abréviations et symboles : TT : Total de minutes jouées MJ : Nombre de matchs joués MT : Matchs joués en tant que titulaire : but (csc) : but contre son camp : passe décisive : joueur entré : joueur remplacé : capitaine : carton jaune : carton rouge |
| Abdiel Arroyo       | -        | 21       | 9        | 30       | -           | -              | 2        | -        | Abréviations et symboles : TT : Total de minutes jouées MJ : Nombre de matchs joués MT : Matchs joués en tant que titulaire : but (csc) : but contre son camp : passe décisive : joueur entré : joueur remplacé : capitaine : carton jaune : carton rouge |
| CSC                 |          |          |          |          |             |                |          |          | Abréviations et symboles : TT : Total de minutes jouées MJ : Nombre de matchs joués MT : Matchs joués en tant que titulaire : but (csc) : but contre son camp : passe décisive : joueur entré : joueur remplacé : capitaine : carton jaune : carton rouge |
| But contre son camp | -        | -        | 1 (csc)  | -        | 1           | -              | -        | -        | Abréviations et symboles : TT : Total de minutes jouées MJ : Nombre de matchs joués MT : Matchs joués en tant que titulaire : but (csc) : but contre son camp : passe décisive : joueur entré : joueur remplacé : capitaine : carton jaune : carton rouge |
| TOTAL               |          |          |          |          |             |                |          |          | Abréviations et symboles : TT : Total de minutes jouées MJ : Nombre de matchs joués MT : Matchs joués en tant que titulaire : but (csc) : but contre son camp : passe décisive : joueur entré : joueur remplacé : capitaine : carton jaune : carton rouge |
| Équipe du Panama    | 90       | 90       | 90       | 270      | 2           | 1              | 3        | -        | Abréviations et symboles : TT : Total de minutes jouées MJ : Nombre de matchs joués MT : Matchs joués en tant que titulaire : but (csc) : but contre son camp : passe décisive : joueur entré : joueur remplacé : capitaine : carton jaune : carton rouge |

| Buts    | Joueurs        | Adversaires |
| ------- | -------------- | ----------- |
| 1       | Felipe Baloy   | Angleterre  |
| 1 (csc) | Yassine Meriah | Tunisie     |
| TOTAL   | 2 BUTS         | 2 BUTS      |

| Passes | Joueurs          | Adversaires      |
| ------ | ---------------- | ---------------- |
| 1      | Ricardo Ávila    | Angleterre       |
| TOTAL  | 1 PASSE DÉCISIVE | 1 PASSE DÉCISIVE |